# Giải vô địch bóng đá nữ Đông Á 2008
Giải vô địch bóng đá nữ Đông Á 2008 diễn ra tại Trung Quốc từ 18 tháng 2 tới 24 tháng 2 năm 2008. Nhật Bản là đội giành chức vô địch.

## Vòng loại
Hàn Quốc lọt vào vòng chung kết.
| Đội               | Đ | Tr | T | H | B | BT | BB | HS  |
| ----------------- | - | -- | - | - | - | -- | -- | --- |
| Hàn Quốc          | 9 | 3  | 3 | 0 | 0 | 13 | 1  | +12 |
| Đài Bắc Trung Hoa | 6 | 3  | 2 | 0 | 1 | 14 | 4  | +10 |
| Hồng Kông         | 3 | 3  | 1 | 0 | 2 | 2  | 12 | −10 |
| Guam              | 0 | 3  | 0 | 0 | 3 | 1  | 13 | −12 |

| Guam | 1 – 2   | Hồng Kông |
| ---- | ------- | --------- |
|      | Báo cáo |           |

| Đài Bắc Trung Hoa | 1 – 4   | Hàn Quốc |
| ----------------- | ------- | -------- |
|                   | Báo cáo |          |

| Hàn Quốc | 3 – 0   | Hồng Kông |
| -------- | ------- | --------- |
|          | Báo cáo |           |

| Guam | 0 – 5   | Đài Bắc Trung Hoa |
| ---- | ------- | ----------------- |
|      | Báo cáo |                   |

| Đài Bắc Trung Hoa | 8 – 0   | Hồng Kông |
| ----------------- | ------- | --------- |
|                   | Báo cáo |           |

| Guam | 0 – 6   | Hàn Quốc |
| ---- | ------- | -------- |
|      | Báo cáo |          |

## Vòng chung kết
| Đội               | Đ | Tr | T | H | B | BT | BB | HS |
| ----------------- | - | -- | - | - | - | -- | -- | -- |
| Nhật Bản          | 9 | 3  | 3 | 0 | 0 | 8  | 2  | +6 |
| CHDCND Triều Tiên | 4 | 3  | 1 | 1 | 1 | 6  | 3  | +3 |
| Trung Quốc        | 4 | 3  | 1 | 1 | 1 | 3  | 5  | −2 |
| Hàn Quốc          | 0 | 3  | 0 | 0 | 3 | 2  | 9  | −7 |

| CHDCND Triều Tiên                | 2 – 3 | Nhật Bản                          |
| -------------------------------- | ----- | --------------------------------- |
| Ri Kum-Suk 37' · Ri Un-Gyong 54' |       | Ando 3' · Miyama 81' · Sawa 90+3' |

| Trung Quốc                    | 3 – 2 | Hàn Quốc               |
| ----------------------------- | ----- | ---------------------- |
| Hàn Đoan 9' 78' · Từ Viện 86' |       | Park Hee-young 59' 66' |

| Nhật Bản               | 2 – 0 | Hàn Quốc |
| ---------------------- | ----- | -------- |
| Arakawa 16' · Ohno 56' |       |          |

| Trung Quốc | 0 – 0 | CHDCND Triều Tiên |
| ---------- | ----- | ----------------- |
|            |       |                   |

| Hàn Quốc | 0 – 4 | CHDCND Triều Tiên                                          |
| -------- | ----- | ---------------------------------------------------------- |
|          |       | Kim Yong-Ae 53', 78' · Hong Myong-Gum 68' · Ri Kum-Suk 69' |

| Trung Quốc | 0 – 3 | Nhật Bản                     |
| ---------- | ----- | ---------------------------- |
|            |       | Ohno 19', 42' · Nagasato 55' |